# Missy (Szwajcaria)
Missy (hist. Missach) – miejscowość i gmina (commune) w zachodniej Szwajcarii, w kantonie Vaud, w okręgu (district) Broye-Vully. Leży nad rzeką Broye.

## Demografia
W Missy mieszka 365 osób. W 2021 roku 15,6% populacji gminy stanowiły osoby urodzone poza Szwajcarią. 

## Transport
Przez teren gminy przebiegają autostrada A1 oraz droga główna nr 152.